# Alamo Heights (Texas)
Alamo Heights es una ciudad ubicada en el condado de Béxar en el estado estadounidense de Texas. En el Censo de 2010 tenía una población de 7.031 habitantes y una densidad poblacional de 1.474,57 personas por km².

## Geografía
Alamo Heights se encuentra ubicada en las coordenadas 29°28′59″N 98°28′3″O / 29.48306, -98.46750. Según la Oficina del Censo de los Estados Unidos, Alamo Heights tiene una superficie total de 4.77 km², de la cual 4.77 km² corresponden a tierra firme y (0%) 0 km² es agua.

## Demografía
Según el censo de 2010, había 7.031 personas residiendo en Alamo Heights. La densidad de población era de 1.474,57 hab./km². De los 7.031 habitantes, Alamo Heights estaba compuesto por el 94.42% blancos, el 0.74% eran afroamericanos, el 0.37% eran amerindios, el 1.37% eran asiáticos, el 0.04% eran isleños del Pacífico, el 1.58% eran de otras razas y el 1.48% pertenecían a dos o más razas. Del total de la población el 16.34% eran hispanos o latinos de cualquier raza.

## Educación
La Biblioteca Pública de San Antonio gestiona la Biblioteca Sucursal Landa.